# Macrodontia
Macrodontia Lepeletier & Audinet-Serville, 1830是天牛科锯天牛亚科下的一属，仅分布于拉丁美洲。

## 描述
该属天牛通常尺寸较大，身体扁平且不透明。在花纹上，有的通体棕色，有的则为橙底竖纹黑条。

该属雄性天牛通常拥有巨大的颌部，因此，其拉丁语学名为“Macrodontia”，意为“巨大的牙齿”。

另一方面，与其他天牛相比，其触角的长度就相对较短。

在中国，该属天牛通常被称作“长牙大天牛”。

## 分布
该属原产自南美洲，目前已知有11个种，从危地马拉直到阿根廷都有该属天牛分布。 但该属内的几种天牛，无论在下文所列或是尚未被描述，向北也有可能分布至墨西哥南部。
Macrodontia属 包括以下几种：
- Macrodontia batesi Lameere, 1912
- Macrodontia castroi Marazzi, 2008
- 長牙大天牛（Macrodontia cervicornis） (Linnaeus, 1758)
- Macrodontia crenata (Olivier, 1795)
- Macrodontia dejeani Gory, 1839
- Macrodontia flavipennis Chevrolat, 1833
- Macrodontia itayensis Simoëns, 2006
- Macrodontia jolyi Bleuzen, 1994
- Macrodontia marechali Bleuzen, 1990
- Macrodontia mathani Pouillaude, 1915
- Macrodontia zischkai Tippmann, 1960